# 毛細管現象

毛細管現象：水(H2O)と水銀(Hg)

毛細管現象（もうさいかんげんしょう、英: capillary action）とは、細い管状物体（毛細管）の内側の液体が、外部からエネルギーを与えられることなく管の中を移動する物理現象である。毛管現象とも呼ばれる。布を水に浸すと、水が布を伝って液面よりも高い位置に上昇するのも、この現象によるものと説明される。
表面張力・壁面のぬれやすさ・液体の密度によって液体上昇の高さが決まる。
表面張力を測定する方法の一つとなっている。

## 原理
1. 表面張力によって液面は縮まろうとする方向に力が加わっている。
2. 壁面付近の傾きをもった液面が縮まろうとすることによって結果的に水面を持ち上げる。つまり、液体の上昇する力は壁面付近の表面張力の垂直成分に等しい。
3. 上の二つの力と持ち上げた液体の重さがつりあうまで液面は上昇する。液体の重さは密度×体積（管断面積×高さ）で求まるが、細い管の場合はこの管断面積が微小となる。このため液面の上昇する高さは非常に大きいものとなる。

## 計算式
液面の上昇高さh は、以下の式で与えられる。
{\displaystyle h={{2T\cos {\theta }} \over {\rho gr}}}
T = 表面張力
θ = 接触角
ρ = 液体の密度
g = 重力加速度
r = 管の内径（半径）

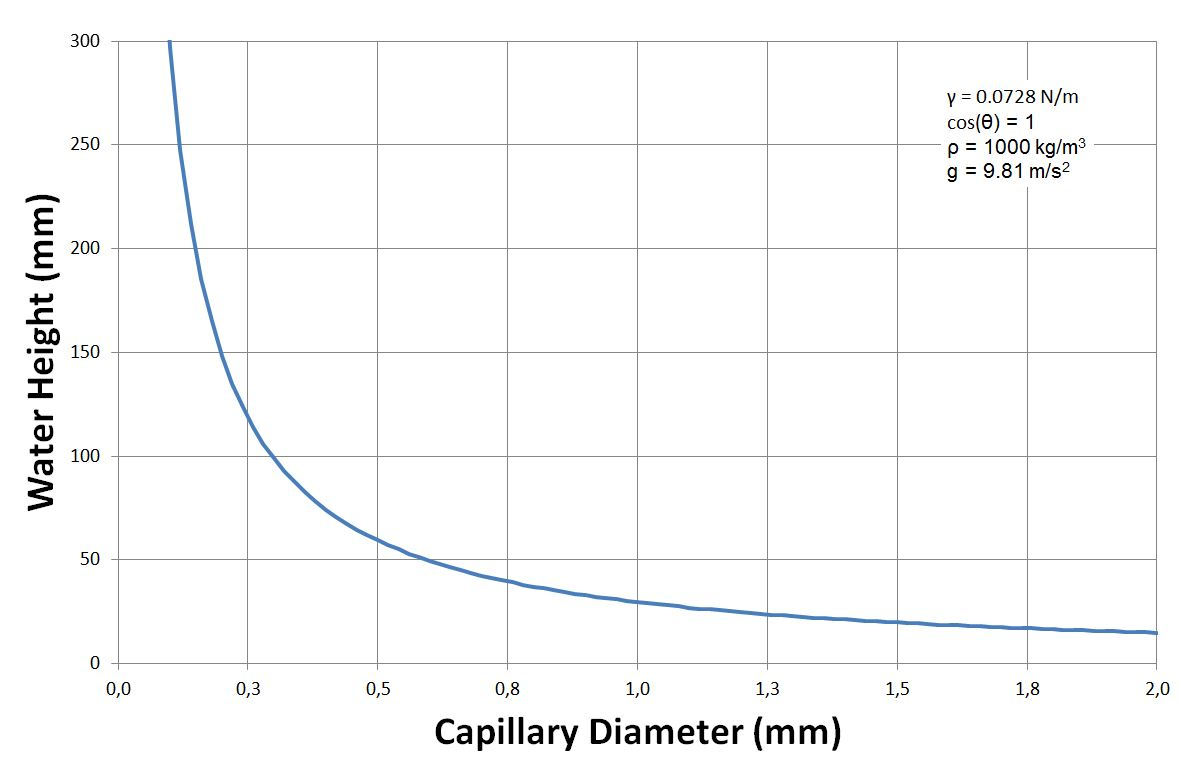
計算値、条件はT = 0.0728 N/mの水、横軸は小数点1位にまるめられているので注意

たとえば、海水面高度でガラス管と水の組み合わせの場合、
T = 0.0728 N/m （20℃）
θ = 20°
ρ = 1000 kg/m3
g = 9.80665 m/s²
となり、次の式で液面の上昇高さを計算できる。
{\displaystyle h\approx {{1.4\times 10^{-5}\mathrm {m} ^{2}} \over r}}
ガラス管の半径がr = 0.05 mmであれば、液面の上昇は約28 cmとなる。

## 研究史
毛細管現象について最初に記録を残したのは、15世紀末(1490年)のレオナルド・ダ・ヴィンチである。その後、ガリレオの弟子のニッコロ・アギウンティ（Niccolò Aggiunti:1600–1635）も研究を行ったと言われている。ボイルの法則で知られる、ロバート・ボイルは1660年に「フランスの好奇心の強い人物が細い管を水中に立てる管中の水面がいくらか上昇するのを観察した」と述べ、その後ワインで試したことや、全体に圧を下げても変わらなかったことを報告した。
ボイルの研究を受けて、フランスのオノレ・ファブリ（Honoré Fabri）やスイスのヤコブ・ベルヌーイらが研究を行い、細管の中では空気が液体より動きにくいので圧力差が生じる、というような説も出された。オランダのフォシウス(Isaac Vossius:1618–1689）、イタリアのジョヴァンニ・ボレリ、フランスのルイ・カレ（Louis Carré:1663-1711）、イギリスのホークスビー(Francis Hauksbee:1660–1713、ニュートンの助手)やドイツのヴァイトブレヒト（Josias Weitbrecht:1702-1747)らは液体の粒子が互いに引き合い、壁に引かれるのだと考えた。
18世紀に入り、イギリスのトマス・ヤングとピエール＝シモン・ラプラスがヤング・ラプラスの式を導き、ドイツの数学者、カール・フリードリヒ・ガウスも毛細管現象について研究した。イギリスのウィリアム・トムソン（ケルビン卿）は、気液海面の蒸気圧に関するケルビン方程式を導いた。フランツ・エルンスト・ノイマンは3つの相の接触点における平衡の解析した。
ちなみに1901年にアインシュタインが最初に発表した論文は毛細管現象に関するものであった。